# Habia à joues noires
Driophlox atrimaxillaris
Espèce
Répartition géographique
Statut de conservation UICN

 NT B1ab(i,ii,iii,v) : Quasi menacé
Le Habia à joues noires (Driophlox atrimaxillaris), anciennement Tangara à joues noires, est une espèce de passereaux de la famille des Cardinalidae qui était auparavant placée dans celle des Thraupidae.

## Répartition
Il est endémique du sud-ouest du Costa Rica (péninsule d'Osa et littoral du golfe Dulce).

## Habitat
Il vit dans les forêts de plaines et les zones boisées.